# 도브 타이펜버치
도브 티펀백(Dov Tiefenbach, 1981년 12월 8일 ~ )은 캐나다의 배우, 음악가이다.
토론토에서 태어났다.

## 영화
- 푸어 보이 (2016년)
- 유 어보브 올 (2015년)
- 워크 투 유 (2014년)
- 내 마음을 벗어난 시간 (2014년) - 제이미 역
- 5 to 7 (2014년)
- 아 유 히어 (2013년)
- 보이 토이 (2011년) - 로니 역
- 어 홀리데이 헤이스트 (2011년) - 버트 역
- 디트로이트 1-8-7 (2010년)
- 폴리쉬 바 (2010년)
- 미라클맨 (2010년)
- 유 마이트 애즈 웰 리브 (2009년)
- 해피엔딩 (2008년)
- 파라솜니아 (2008년)
- 더 데이 더 데드 원트 데드 (2007년) - 스튜어트 '더 소스' 잭슨 역
- 어둠의 시간 (2005년)
- 해롤드와 쿠마 (2004년)
- 주차단속원, 그랜트 파커 (2003년)
- 디텐션 (2003년)
- 플라워와 가닛 (2002년)
- 울프 걸 (2001년)
- 온 더 라인 (2001년)
- 겟 오버 잇 (2001년)
- 넉어라운드 가이스 (2001년)
- 제이슨 X (2001년)
- 치터스 (2000년)
- 마이티 (1998년)
- 애니멀 레이더스 (1998년)
- 꼬마 스파이 해리 (1996년) - 자주빛 양말을 신은 소년 역
- 크레이지 토미 보이 (1995년)
- 애들이 똑같아요 (1995년)
- 로보캅 - TV 시리즈 (1994년)